# Klockträsket
Klockträsket är en sjö i Skellefteå kommun i Västerbotten och ingår i Skellefteälvens huvudavrinningsområde. Sjön är 8 meter djup, har en yta på 0,894 kvadratkilometer och är belägen 217 meter över havet. Sjön avvattnas av vattendraget Klintforsån.

## Delavrinningsområde
Klockträsket ingår i det delavrinningsområde (721150-170892) som SMHI kallar för Utloppet av Klockträsket. Medelhöjden är 234 meter över havet och ytan är 4,46 kvadratkilometer. Räknas de 4 avrinningsområdena uppströms in blir den ackumulerade arean 40,35 kvadratkilometer. Klintforsån som avvattnar avrinningsområdet har biflödesordning 2, vilket innebär att vattnet flödar genom totalt 2 vattendrag innan det når havet efter 60 kilometer. Avrinningsområdet består mestadels av skog (72 procent). Avrinningsområdet har 0,89 kvadratkilometer vattenytor vilket ger det en sjöprocent på 20 procent.